# Antonio Flamand
Antonio Flamand, né le 28 juin 1933 à Saint-Honoré, fils d'Élias Flamand, cultivateur, et de Béatrice Gagnon, est un professeur et une personnalité politique québécoise.

## Biographie
Antonio Flamand étudie au Séminaire de Chicoutimi, le droit à l’Université de Sherbrooke et l’administration à l’École nationale d'administration publique. Il est boursier de la Fondation Maurice-Duplessis en 1960. De 1964 à 1966, il enseigne à Rouyn.
Très actif comme organisateur de congrès et de campagnes de financement au sein de l’Union nationale dans les années 1950-1960, il est élu député de ce parti dans Rouyn-Noranda en 1966. Il devient alors adjoint parlementaire du ministre des Transports et des Communications (1968-1969).
En 1959, il est secrétaire de l'association de l'Union nationale dans Sherbrooke. La même année, il fonde l'Association des jeunes de l'Union nationale à l'Université de Sherbrooke. Lors du congrès à la chefferie du parti en 1961, il est organisateur des sections des jeunes pour tout le Québec. Il est aussi organisateur d'une campagne de financement publique pour l'Union nationale dans Shefford en 1964. À la même époque, il est membre de l'Alliance laurentienne.  
En 1966, il est élu député de l'Union nationale dans Rouyn-Noranda. Pendant son mandat, il est adjoint parlementaire au ministre des Transports et des Communications d'octobre 1968 à novembre 1969. Il quitte l'Union nationale le 12 novembre 1969 en raison de son désaccord avec la loi 63 et il rejoint le groupe de députés qui forment l’« opposition circonstancielle » à ce projet de loi, qui sera néanmoins adopté le 20 novembre,. Il siège comme indépendant en 1969 et en 1970. Il ne se représente pas à l’élection générale de 1970, mais il est candidat défait dans Rouyn-Noranda sous la bannière du Parti québécois à l’élection de 1973, contre Camil Samson du Ralliement créditiste. Il est également défait en 1980. 
De 1971 à 1973, il est conseiller municipal à Rouyn. De 1970 à 1977, il est directeur de l'établissement de santé La Maison Rouyn-Noranda, ainsi que directeur général du Pavillon Charleroi-Boyer, à Montréal, de janvier 1976 à juin 1977. Il est par la suite directeur régional pour le ministère de l'Environnement en Abitibi-Témiscamingue à partir d'octobre 1981, et concurremment directeur régional par intérim pour la région du Nouveau-Québec. En novembre 1984, il est nommé directeur régional du Bas-Saint-Laurent–Îles-de-la-Madeleine, et directeur régional par intérim pour ce même ministère à Montréal à l'été 1985. En 1986, il est nommé directeur général aux opérations pour l'ouest du Québec. La même année, il devient actionnaire de la compagnie minière Les Explorations Solbec, qui devint Bonanza Metals en 1988. De 1988 à 1990, il est conseiller spécial du sous-ministre.
Antonio Flamand est membre du conseil d'administration de l'Association des centres d'accueil du Québec de 1974 à 1976. De 1978 à 1979, il est directeur général et rédacteur en chef de l'hebdomadaire L'Image de la Rive-Sud (Longueuil). Il est également cofondateur et vice-président de la Société de bienfaisance Marie-Soleil et Jonathan depuis 1980.
En 1981, il publie Le complot.